# Maurice Jaminet
Pour les articles homonymes, voir Jaminet.
Maurice Auguste Victor Ghislain Jaminet est un homme politique belge né le 9 janvier 1893 à Ciney (province de Namur) et mort le 31 août 1977. Il siège à la Chambre des représentants de Belgique pour l'Union catholique belge de 1939 à 1968.

## Biographie
Jaminet était marié à Maria Minguet. Il était membre de la Confédération des syndicats chrétiens.
De 1952 à 1964, il est conseiller communal de Salzinnes (échevin de 1957 à 1964). Il est ensuite conseiller communal de Namur de 1964 à 1966.
En 1939, il est élu représentant de l'arrondissement de Namur à la Chambre des représentants de Belgique pour l'Union catholique belge. Il conserve ce poste jusqu'en 1968. Il représente le mouvement des ouvriers chrétiens sur la liste du Parti social chrétien (PSC).